# Pionier-Brigade (Wehrmacht)
Die Pionier-Brigaden wurden aus unterschiedlichen Regiments- und Bataillonseinheiten der Pioniertruppenteile aufgestellt und waren im Zweiten Weltkrieg Brigaden der deutschen Wehrmacht.
Neben den Heeres-Pionier-Brigaden, den Heeres-Baupionier-Brigaden und den Eisenbahn-Pionier-Brigaden existierten noch weitere Pionier-Brigaden.

## Sperr-Brigade 1
Die Sperr-Brigade 1 wurde 1944 in Polen aufgestellt. Im Januar 1945 war diese in Westpreußen bei der 2. Armee.

## Heeres-Sturmpionier-Brigade 46
Die Heeres-Sturmpionier-Brigade 46 wurde wohl im November 1944 aufgestellt. Je nach Quelle soll die Brigade entweder in Ostpreußen aufgelöst worden sein oder aber bei der Heeresgruppe B an der Westfront gestanden haben. Hier soll auch eine 7. (Taifun-)Kompanie in der Aufstellung befunden haben.

## Heeres-Pionier-Sturmbrigade 627
Die Heeres-Pionier-Sturmbrigade 627 wurde im Oktober 1944 aus dem Pionier-Regiments-Stab 669 bei der Heeresgruppe Mitte aufgestellt. Als Heerestruppe war die Brigade bei der Heeresgruppe Mitte am Narew bei der 2. Armee.
Die Gliederung war:
- I. Bataillon mit Kompanien 1 bis 3, aus dem Pionier-Sturm-Bataillon 627
- II. Bataillon mit Kompanien 4 bis 6, aus dem Pionier-Sturm-Bataillon 501
- III. Bataillon aus dem Pionier-Sturm-Bataillon 500

## Pionier-Sperr-Brigade 1100
Die Pionier-Sperr-Brigade 1100 wurde im April 1945 eingerichtet und war zu Kriegsende noch in der Aufstellung beim Ersatzheer.
Die vorgesehene Gliederung war:
- I. Bataillon mit Kompanien 1 bis 3
- II. Bataillon mit Kompanien 4 bis 6